# Lacconectus javanicus
Lacconectus javanicus är en skalbaggsart som beskrevs av Michel Brancucci 1986. Lacconectus javanicus ingår i släktet Lacconectus och familjen dykare. Inga underarter finns listade i Catalogue of Life.